# Supermoce
Supermoce – utwór muzyczny z 2023 roku, wykonywany przez polską supergrupę Męskie Granie Orkiestra 2023, którą utworzyli piosenkarze: Igo, Mrozu i Vito Bambino. 17 maja 2023 został wydany jako singel promujący doroczną edycję festiwalu muzycznego Męskie Granie.

## Geneza i wydanie
Utwór „Supermoce” został napisany przez Igo, Mroza i Vito Bambino, a jego producentem i dodatkowym kompozytorem jest Kuba Galiński. 10 maja 2023 w Warszawie odbyło się zorganizowane przez Męskie Granie wydarzenie, podczas którego został ujawniony skład dorocznej Męskie Granie Orkiestry. Premiera singla w serwisach strumieniowych odbyła się 17 maja 2023 o godzinie 12.

## Teledysk
Teledysk do „Supermocy” został wyreżyserowany przez Krzysztofa Grajpera i wyprodukowany przez wytwórnię Opus Film. Przedstawia on członków Męskie Granie Orkiestry 2023 wykonujących kaskaderskie sztuczki w centrum Warszawy: Mrozu unosi samochody, Vito Bambino lata, a Igo skacze między budynkami. Teledysk został opublikowany w serwisie YouTube 17 maja 2023 o godzinie 12, równocześnie z premierą singla.

## Pozycje na listach przebojów

### Listy krajowe
| Notowanie                      | Najwyższa pozycja | Źr.   |
| ------------------------------ | ----------------- | ----- |
| Billboard Poland Songs         | 2                 | [ 4 ] |
| OLiA – oficjalna lista airplay | 1                 | [ 5 ] |
| OLiS – single w streamie       | 3                 | [ 6 ] |

| Notowanie                      | Najwyższa pozycja | Źr.   |
| ------------------------------ | ----------------- | ----- |
| OLiA – oficjalna lista airplay | 49                | [ 7 ] |
| OLiS – single w streamie       | 92                | [ 8 ] |

| Notowanie                | Najwyższa pozycja | Źr.   |
| ------------------------ | ----------------- | ----- |
| OLiS – single w streamie | 15                | [ 9 ] |

| Serwis                         | Najwyższa pozycja | Źr.    |
| ------------------------------ | ----------------- | ------ |
| Apple Music                    | 1                 | [ 10 ] |
| iTunes Store                   | 1                 | [ 10 ] |
| Spotify (notowania dzienne)    | 2                 | [ 11 ] |
| Spotify (notowania tygodniowe) | 2                 | [ 12 ] |
| YouTube                        | 3                 | [ 10 ] |

| Stacja                        | Notowanie                                | Najwyższa pozycja | Źr.    |
| ----------------------------- | ---------------------------------------- | ----------------- | ------ |
| Muzyczne Radio                | HitPlaneta                               | 1                 | [ 13 ] |
| Polskie Radio Katowice        | Lista przebojów Polskiego Radia Katowice | 1                 | [ 14 ] |
| Polskie Radio Olsztyn         | Raga Top                                 | 2                 | [ 15 ] |
| Polskie Radio Pomorza i Kujaw | Lista przebojów Radia PiK                | 3                 | [ 16 ] |
| Polskie Radio Rzeszów         | Lista przebojów Polskiego Radia Rzeszów  | 1                 | [ 17 ] |
| Polskie Radio Szczecin        | Szczecińska Lista Przebojów              | 4                 | [ 18 ] |
| Radio 357                     | Lista przebojów Radia 357                | 1                 | [ 19 ] |
| Radio Eska                    | Gorąca 20                                | 1                 | [ 20 ] |
| Radio Poznań                  | Lista przebojów Radia Poznań             | 9                 | [ 21 ] |
| Radio Zet                     | Plus Minus Lista                         | 1                 | [ 22 ] |
| RMF FM                        | Poplista                                 | 1                 | [ 23 ] |
| RMF Maxx                      | Hop Bęc                                  | 1                 | [ 24 ] |
| Wietrzne Radio                | Top 15                                   | 1                 | [ 25 ] |

## Certyfikaty sprzedaży
| Certyfikat         | Liczba egzemplarzy | Data             |
| ------------------ | ------------------ | ---------------- |
| złota płyta        | 25 000             | 5 lipca 2023     |
| platynowa płyta    | 50 000             | 6 września 2023  |
| 2× platynowa płyta | 100 000            | 8 listopada 2023 |
| 3× platynowa płyta | 150 000            | 22 maja 2024     |